# Коблов, Яков Дмитриевич
Коблов Яков Дмитриевич (27 апреля 1876, Амурский, Брединский район — не ранее 1937) — российский богослов, исламовед, представитель казанской миссионерской школы, писатель-полемист, этнограф, педагогический деятель, статский советник (1914).
Автор трудов по исламоведению, этнографии народов Волго-Камья, конфессиональной школе татар и других.
Коблов внес значительный вклад в изучение этнографии финно-угорских и тюркских народов Волго-Камья.

## Биография
Первоначальное образование получил в Оренбургском духовном училище, среднее — в Оренбургской духовной семинарии. Выпускник Казанской духовной академии (1901), магистр богословия Казанской духовной академии (1905), ученик А. А. Малова и М. А. Машанова.
С 1901 по 1908 гг. Я. Д. Коблов, не имея духовного сана, исполнял должность казанского епархиального миссионера. С 1908 года Я. Д. Коблов — чиновник ведомства просвещения. С 1908 по 1910 гг. — инспектор народных училищ Елабужского уезда Вятской губернии, с 1910 по 1914 гг. — инспектор народных училищ Казанского уезда Казанской губернии, с 1914 по 1917 — окружной инспектор Киевского учебного округа (1914—1917).
В 1917 году Яков Дмитриевич Коблов возвращается из Киева в Казань, где непродолжительное время работает в Казанской духовной академии. В 1919 году оказался на Дальнем Востоке. Состоял в должности профессора на Историко-филологическом факультете во Владивостоке, а после создания в 1920 году Государственного Дальневосточного университета (ГДУ) — профессором философии ГДУ. Инициатор создания в ГДУ кафедры педагогики. Разрабатывал вопросы педагогики трудовой школы, проблемы одаренности детей.
Последние документальные свидетельства о Якове Дмитриевиче Коблове относятся к 1937 году. Дальнейшая его судьба неизвестна.

## Награды Я. Д. Коблова
- Серебряная медаль в память 25-летия церковных школ на двойной Владимирской и Александровской ленте (1909 г.);
- Орден Святой Анны III степени (1910 г.);
- Орден Святого Станислава II степени (1914 г.)[10]

## Основные труды Я. Д. Коблова
1. Коблов Я. Д. О состоянии миссионерского дела в Казанской епархии за 1903 г. Отчёт епархиального противомусульманского и противоязыческого миссионера. — Казань: Типо-лит. Имп. ун-та, 1904.
2. Коблов Я. Д. Мухаммеданская сотериология и её недостатки в сравнении с христианским учением о спасении человека. — Оренбург: Тип. Духовной консистории, 1902.
3. Коблов Я. Д. Прародительский грех по учению Корана и его толковников и по учению Библии. — Оренбург: Тургайская обл. типо-лит., 1903 (Оренбургские епархиальные ведомости. 1903. № 3-7. Неоф. ч.).
4. Коблов Я. Д. Ответ мухаммеданам на их возражения против христианского догмата о Пресвятой Троице. — Казань: Типо-лит. Имп. ун-та, 1903.
5. Коблов Я. Д. Первобытная райская жизнь человека по учению Корана и его толковников. — Казань: Типо-лит. Имп. ун-та, 1903.
6. Коблов Я. Д. Правда о Мухаммеде. — Казань: Типо-лит. Имп. ун-та, 1903.
7. Коблов Я. Д. Мухаммеданское учение о происхождении человека. — Оренбург: Тургайская обл. типо-лит., 1904.
8. Коблов Я. Д. Мухаммеданское учение о происхождении человеческой души. — Оренбург: Тургайская обл. типо-лит., 1904.
9. Коблов Я. Д. Граф Л. Н. Толстой и мусульмане (по поводу переписки Л. Н. Толстого с казанскими татарами). — Казань: типо-лит. Имп. ун-та, 1904. — 42 с.
10. Коблов Я. Д. О необходимости инородческих миссионеров в деле просвещения инородцев. Ответ г. Н. А. Бобровникову. — Казань: Центр. тип., 1905.
11. Коблов Я. Д. Черемисская секта Кугу-сорта. Этнографический очерк из жизни черемис. — Казань: Центр. тип., 1905. — 25 с.
12. Коблов Я. Антропология Корана в сравнении с христианским учением о человеке. — Казань: Центр. тип., 1905. — 352 с.
13. Коблов Я. Д. Народные представления магометан о рае и аде. — Казань: Центр. тип., 1906. — 33 с.
14. Коблов Я. Д. Татарские мусульманские школы (медресе) // Церковно-общественная жизнь. — 1906. — № 9. С. 323—325.
15. Коблов Я. Д. О татарских мусульманских праздниках. — Казань: Центр. тип., 1907. — 42 с.
16. Коблов Я. Д. О магометанских муллах. Религиозно-бытовой очерк. — Казань: Центр. тип., 1907. — 17 с.
17. Коблов Я. Д. Религиозные обряды и обычаи татар-магометан (при наречении имени новорожденному, свадебные обряды и похороны). — Казань: Центр. тип. 1908. — 46 с.
18. Коблов Я. Д. Мечты татар-магометан о национальной общеобразовательной школе. — Казань: Типо-лит. Имп. ун-та, 1908. — 20 с.
19. Коблов Я. Д. Мифология казанских татар. — Казань: Типо-лит. Имп. ун-та, 1910. — 49 с.
20. Коблов Я. Д. О татаризации инородцев Приволжского края. — Казань: Центр. тип., 1910. — 27 с.
21. Коблов Я. Д. Конфессиональные школы казанских татар. — Казань: Центр. тип., 1916. — 119 с.
22. Коблов Я. Д. Победа или рабство. По поводу происходящей вооруженной борьбы между Россией и Германией. — Киев, 1915. — 23 с.
23. Коблов Я. Лабораторный метод в школе // Вопросы просвещения на Дальнем Востоке. — Владивосток, 1925. № 7. С. 25-35.